# Iglesia evangélica española de Santa Amalia
La Iglesia evangélica española de Santa Amalia fue una comunidad cristiana protestante que se constituyó en esta población extremeña hacia 1911, gracias al donativo de cinco mil francos suizos de una señora anónima de Basilea.

## Datos históricos
Parece que quien llevó el protestantismo al pueblo fue José Barquero Sánchez (Guijo de Galisteo). Mientras estuvo encarcelado por vender Biblias y Nuevos Testamentos, recibió las atenciones de Engracia Gómez Paule, una mujer de Villa del Campo, con la que contrajo matrimonio y tuvo dos hijas: Ricarda, que se casó con un tal Salvador Mateos, y Paula (Guijo de Galisteo, 1889-Santa Amalia, 1914); con Guillermo Pool Bueno (Huelva, hacia 1885). A mediados de 1913, Guillermo y Paula ejercen como maestros titulados de la escuela evangélica de Santa Amalia.

Teodoro Fliedner Brown. Blätter aus Spanien. 1913. El 2 de febrero de 1912, el alcalde del pueblo entró violentamente y disolvió la reunión. Pero ahora es buen amigo de nuestro colportor, que tiene su casita al lado a la izquierda, y al que le dijo: «Pueden celebrar tantas reuniones como quieran. No saben ustedes los amigos tan influyentes que tienen en Madrid».

Pero las consecuencias de la victoria aliada de 1918 comienzan a notarse —muy negativamente— en el funcionamiento de las comunidades evangélicas españolas auspiciadas por la poderosa familia Fliedner.
Así, a finales de 1922, Isaac Vega le escribe a Jorge:

Lamento tener que manifestarte que es materialmente imposible continuar por el camino que hemos emprendido. De seguir así, creeré que lo que se desea es mi ruina material y moral. El traslado de Catalino [a Santa Amalia] me obliga a hacerme cargo de la escuela y, en segundo lugar, a cerrar el comercio. Es, pues, menester solucionar esto, sea como sea, pero pronto. Yo ya no puedo resistir más. ¿Crees tú que está bien que tenga que vivir engañando al público?

Carta de Isaac Vega Naón a Jorge Fliedner Brown. 27 de noviembre de 1922. AULA ETNOGRÁFICA del CRA Los ALIJARES. Santa Ana (Cáceres).

Pero hay más:

Teodoro Fliedner Brown. Blätter aus Spanien. 1925. Los evangélicos de este lugar nos recibieron calurosamente y nos abrieron su corazón. Pudimos entender las grandes dificultades que tenían desde la guerra (en la que les fue quitado su pastor) y por qué ya no había conversiones. De momento, la Iglesia tiene 31 miembros, mientras que otros cincuenta ya murieron. 38 personas participaron en la última Santa Cena; los asistentes, incluidos los niños, llegaron a 137 personas en 1920. Las circunstancias realmente están pidiendo a gritos la restauración del puesto pastoral que desapareció en 1917.

El 29 de noviembre de 1931, tras el fallecimiento un año antes de Isaac Vega, se hace cargo de la congregación Salvador Íñiguez Martelo:

Teodoro Fliedner Brown. Blätter aus Spanien. Μarzo de 1933. El primer domingo de Adviento, tuve la gran alegría de ordenar a don Carlos Liñán y a don Salvador Íñiguez en Ibahernando. Unos días antes, fuimos a recogerlos con el Graham-Paige que me consiguió el padre de unos alumnos internos de Alemania, de segunda mano. […] Así pudieron celebrar la ordenación en Ibahernando al mediodía y en Santa Amalia por la tarde.

A finales de 1945, «después de largos y penosos años de ausencia involuntaria», Carlos Liñán vuelve a ocuparse de las congregaciones de Ibahernando, Miajadas y Santa Amalia.
El siguiente informe fue distribuido entre periodistas y diplomáticos de España, resto de Europa y América, procurando salir al paso de cuantas voces venían advirtiendo sobre la represión religiosa en el país con la llegada de la Dictadura franquista:

En Santa Amalia, hay petición de reapertura de una capilla.
La situación del protestantismo en España. Seis estudios sobre una campaña de difamación contra España. Oficina de Información Diplomática. Madrid. 1950.

La última boda conforme al rito evangélico se celebró en 1961.

## Hemerografía
El segundo caso, idéntico enteramente al anterior, es el proceso que en el mes de diciembre último se ha instruido, en el mismo Juzgado de Don Benito, contra Faustino Cerrato, vecino de Santa Amalia, padre de un niño también bautizado según el rito evangélico y a quien hizo enterrar, según su religión, en el cementerio civil, previa autorización del juez municipal; y contra D. Cándido Rodríguez, licenciado en Filosofía y Letras y pastor evangélico de Ibahernando.

«La tolerancia religiosa en España». La Región Extremeña: diario republicano (Badajoz) (11218): 1. 23 de enero de 1912.

- «Los fascistas fusilan a los pastores protestantes». La Voz (Madrid): 2. 12 de octubre de 1936.
- «Han sido fusilados numerosos pastores protestantes en Aragón, Andalucía y Extremadura». El Sol (Madrid): 4. 13 de octubre de 1936.
- «Los fascistas fusilan a los pastores protestantes». El Luchador: diario republicano (Alicante): 1. 15 de octubre de 1936.

A Santa Amalia, la femme d'un ouvrier agricole «hérétique» protestante a été arrosée d'essence et exécutée á la hache, après avoir été grièvement brûlée.

«Le protestantisme dans la tragédie espagnole». Le Christianisme Social: revue mensuelle (Ρaris) (6): 229. Octοbre 1936.

- «Reaparición de Torquemada». La Voz de Menorca (Mahón): 1. 14 de enero de 1937.
- JIMÉNEZ ESCOBAR, José Antonio (16-17 de abril de 2010). «La llegada de los protestantes evangelistas a Extremadura». Actas de los III Encuentros de Estudios Comarcales Vegas Altas, La Serena y La Siberia (Magacela-La Coronada): 327-341.
- MORENO GARCÍA, Eduardo (Juniο de 2011). «Datos sobre la escuela protestante en la villa de Santa Amalia». Lacipea (Santa Amalia: Asociación Cultural Amigos de Santa Amalia) (XX): 64-65. ISSN 1698-4250.